# Opposé (mathématiques)
Pour les articles homonymes, voir Opposé.

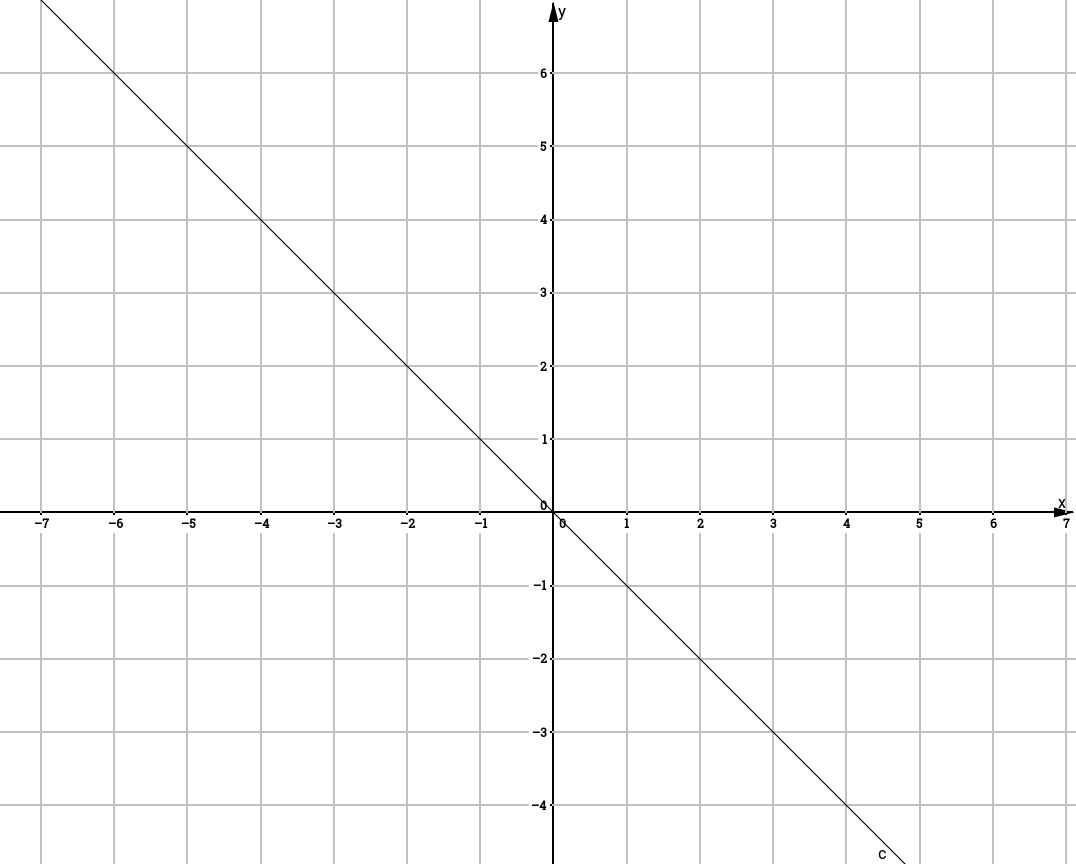
Graphe de l'opposé sur l'ensemble des réels

En mathématiques, l'opposé d'un élément x (s'il existe) est le nom donné à l'élément symétrique, lorsque la loi est notée additivement. Dans le cas réel, il s'agit du nombre qui, ajouté par x, donne 0. On le note –x.

## Cas particulier des nombres
Par exemple :
- l’opposé de 7 est égal à –7 car 7 + (–7) = 0
- l’opposé de -0,3 est 0,3 car –0,3 + 0,3 = 0.

Ainsi d’après le dernier exemple, –(–0,3) = 0,3.
Plus généralement, si E est un ensemble muni d’une loi interne d’addition associative et commutative, l’opposé d’un élément x de E est le symétrique (s’il existe) de cet élément, et est noté en général –x.
Si de plus tous les éléments de E sont symétrisables pour la loi d’addition, alors il est possible de définir une loi de ℤ×E dans E par :
{\displaystyle \forall n\in \mathbb {Z} ,\forall x\in E,n\cdot x=\left\{{\begin{matrix}\underbrace {x+x+\ldots +x} &{\ {\rm {si\ }}}n>0\\{}_{n{\ {\rm {fois}}}}\\0&{\ {\rm {si\ }}}n=0\\\underbrace {(-x)+(-x)+\ldots +(-x)} &{\ {\rm {si\ }}}n<0\\{}_{-n\ {\rm {fois}}}\end{matrix}}\right.}
Dans les cas particuliers des ensembles ℤ, ℚ, ℝ et {\displaystyle \mathbb {C} }, le produit pour la multiplication interne d’un nombre par –1 est égal à l’opposé de ce nombre.
Les ensembles dont tous les éléments admettent un opposé pour l’addition dans cet ensemble sont :
- les entiers relatifs ;
- les nombres rationnels ;
- les nombres réels ;
- les nombres complexes.

En revanche, l'ensemble des entiers naturels n'a pas cette propriété : 3 a bien un opposé, –3, mais ce n'est pas un entier naturel.
Pour construire l’ensemble ℤ des entiers relatifs à partir de l’ensemble ℕ des entiers naturels, il suffit d’inclure formellement à ce dernier les opposés des entiers naturels. Ainsi, on dit que l’ensemble des entiers naturels n’est pas stable pour l’opposé, parce que leurs opposés ne sont pas des entiers naturels.

## Définition générale
Soient (G,+) un groupe, dont la loi de composition interne est notée additivement et dont l’élément neutre est noté 0, et x un élément quelconque de G. On appelle opposé de x et on note –x l’élément symétrique de x, i. e. l’unique élément –x de G tel que :
{\displaystyle x+(-x)=(-x)+x=0.}

## Exemples
La plupart des ensembles stables par l'opposé sont des groupes abéliens :
- l'opposé d'un nombre complexe a + bi est le complexe –(a + bi) = (–a) + (–b)i. Graphiquement, c'est le complexe obtenu par symétrie centrale autour de l'origine.
- dans un espace vectoriel, le vecteur noté −v désigné le vecteur opposé à v, de même norme et de même direction mais de sens opposé, et leur somme donne le vecteur nul.
- en arithmétique modulaire, l'inverse additif modulaire d'un nombre x est le nombre a tel que a + x ≡ 0 (mod n). Ce nombre existe toujours. Par exemple, l'inverse de 5 modulo 9 est 4 car il vérifie l'équation 5 + x ≡ 0 (mod 9).